# Robert Cramer
Robert E. „Bud” Cramer Jr. (ur. 22 sierpnia 1947) – amerykański polityk, członek Partii Demokratycznej. W latach 1991–2009 był przedstawicielem piątego okręgu wyborczego w stanie Alabama w Izbie Reprezentantów Stanów Zjednoczonych.